# Matchbook Romance
I Matchbook Romance sono una band emo originaria di Poughkeepsie, nata nel 1997. Hanno pubblicato cinque EP e due album studio prima di sciogliersi nel 2007. Da allora la band si è occasionalmente riunita per alcuni concerti speciali, fino al 2015 quando è stata annunciata quella che dovrebbe essere una reunion.

## Storia
Le origini della band rimontano al 1997, quando il cantante e chitarrista Andrew Jordan ed il bassista Ryan Kienle suonavano in diverse piccole band della zona ai tempi della high school. Ad una di queste, i Fizzlewink, si aggiungono il batterista Aaron Stern ed il chitarrista Ryan "Judas" DePaolo nel 2001. Il gruppo cambia nome in The Getaway, e pubblica il suo primo EP The Getaway nello stesso anno. Grazie a questo lavoro ed alla costante opera di autopubblicizzazione compiuta dai membri della band tramite Internet, i quattro sono notati da Brett Gurewitz e messi sotto contratto dalla sua etichetta Epitaph Records. Poco dopo, a seguito di un caso di omonimia con una band di Toronto, la band deve cambiare nome. Matchbook Romance è stato inizialmente ideato dal batterista Aaron Stern ed inserito in una lista di altri nomi; questa lista è stata inviata a Brett Gurewitz, il quale ha considerato quello come il nome migliore per la band.
Con la Epitaph i Matchbook hanno pubblicato nel 2003 l'EP West for Wishing (prodotto da Gurewitz stesso) e l'album di debutto Stories and Alibis, facendo uscire i singoli Promise e My Eyes Burn. L'album riscuote subito un grande successo, arrivando a vendere 200 000 copie e portando la band sulla copertina della celebre rivista Alternative Press. Il 6 settembre 2004 la Epitaph pubblica Matchbook Romance/Motion City Soundtrack, uno split tra i Matchbook Romance ed i Motion City Soundtrack, composto di due canzoni per band; i Matchbook contribuiscono con una versione acustica di Playing for Keeps e con l'inedita In Transit (For You). I Matchbook Romance presero parte come headliner al primo Epitaph Tour nel 2005, suonando a fianco di alcuni gruppi della stessa etichetta come Motion City Soundtrack, From First to Last, The Matches e Scatter the Ashes.
Voices, il secondo album del gruppo, fu pubblicato il 14 febbraio 2006, da cui estrassero come primo singolo la traccia Monsters.
Il 12 marzo 2007 hanno annunciato attraverso MySpace che si sarebbero sciolti. La band è tornata assieme a fine maggio 2009, ma solo per fare 5 concerti nell'area di New York. Per l'occasione è stato lanciato un nuovo store online ufficiale della band.
Dopo anni di silenzio, nei quali i membri del gruppo hanno dato avvio a vari side project, il 17 settembre 2012 è stato creato un account su Twitter che annunciava di essere quello ufficiale della band, facendo sperare i fan in una reunion a breve. Il 4 ottobre viene annunciato un reunion show (A Very GK! Holiday Festival 2012), che avrà luogo il 16 dicembre a Poughkeepsie assieme agli Anadivine. Due giorni prima, inoltre, la band si esibirà a Teaneck assieme ai This Condition. La band ha dato la possibilità ai fan di scegliere la scaletta per questi concerti, chiedendo loro di inviarne una tramite Spotify; il gruppo avrebbe poi scelto la migliore tra quelle proposte.
Nel 2015 la band conferma la sua presenza ad una serie di date del Warped Tour, tornando a suonare per la prima volta dal 2012.

## Membri
- Andrew Jordan - voce e chitarra
- Ryan DePaolo - chitarra e seconda voce
- Ryan Kienle - basso
- Aaron Stern - batteria

Andrew Jordan e Ryan Kienle hanno formato una nuova band nel 2010 chiamata DriftDivision; nel 2012 Kienle ha lasciato la band, per formare, assieme a Ryan DePaolo, i Those Old Bones. DePaolo aveva precedentemente avviato un suo progetto denominato Hill Valley. Aaron Stern è invece confluito nei D.R.U.G.S., un supergruppo che comprendeva (prima che nel 2012 4 membri su 5, lui compreso, lo abbandonassero) anche Matt Good (ex From First to Last), Craig Owens (ex Chiodos), Nick Martin (ex Underminded), e Adam Russell (ex Story of the Year).

## Discografia

### Album
- 2003 - Stories and Alibis
- 2006 - Voices

### EP
- 2001 - The Getaway (con il nome di The Getaway)
- 2003 - West for Wishing
- 2004 - Matchbook Romance/Motion City Soundtrack

### Apparizioni in compilation
- 2003 - A Santa Cause: It's a Punk Rock Christmas (Immortal Records)
- 2003 - Atticus: Dragging the Lake Vol. 2 (SideOneDummy Records)
- 2003 - Warped Tour 2003 Tour Compilation (SideOneDummy Records)
- 2003 - Punk-O-Rama Vol. 8 (Epitaph Records)
- 2004 - Warped Tour 2004 Tour Compilation (SideOneDummy Records)
- 2004 - Punk-O-Rama Vol. 9 (Epitaph Records)
- 2005 - Punk-O-Rama Vol. 10 (Epitaph Records)
- 2005 - Take Action! Tour Sampler Album (Epitaph Records)
- 2006 - Warped Tour 2006 Tour Compilation
- 2006 - Best of Punk-O-Rama
- 2012 - A Very GK! Holiday Festival Free Sampler (con Monsters)